# Mesosemia metura
Mesosemia metura är en fjärilsart som beskrevs av William Chapman Hewitson 1873. Mesosemia metura ingår i släktet Mesosemia och familjen Riodinidae. Inga underarter finns listade i Catalogue of Life.

## Bildgalleri

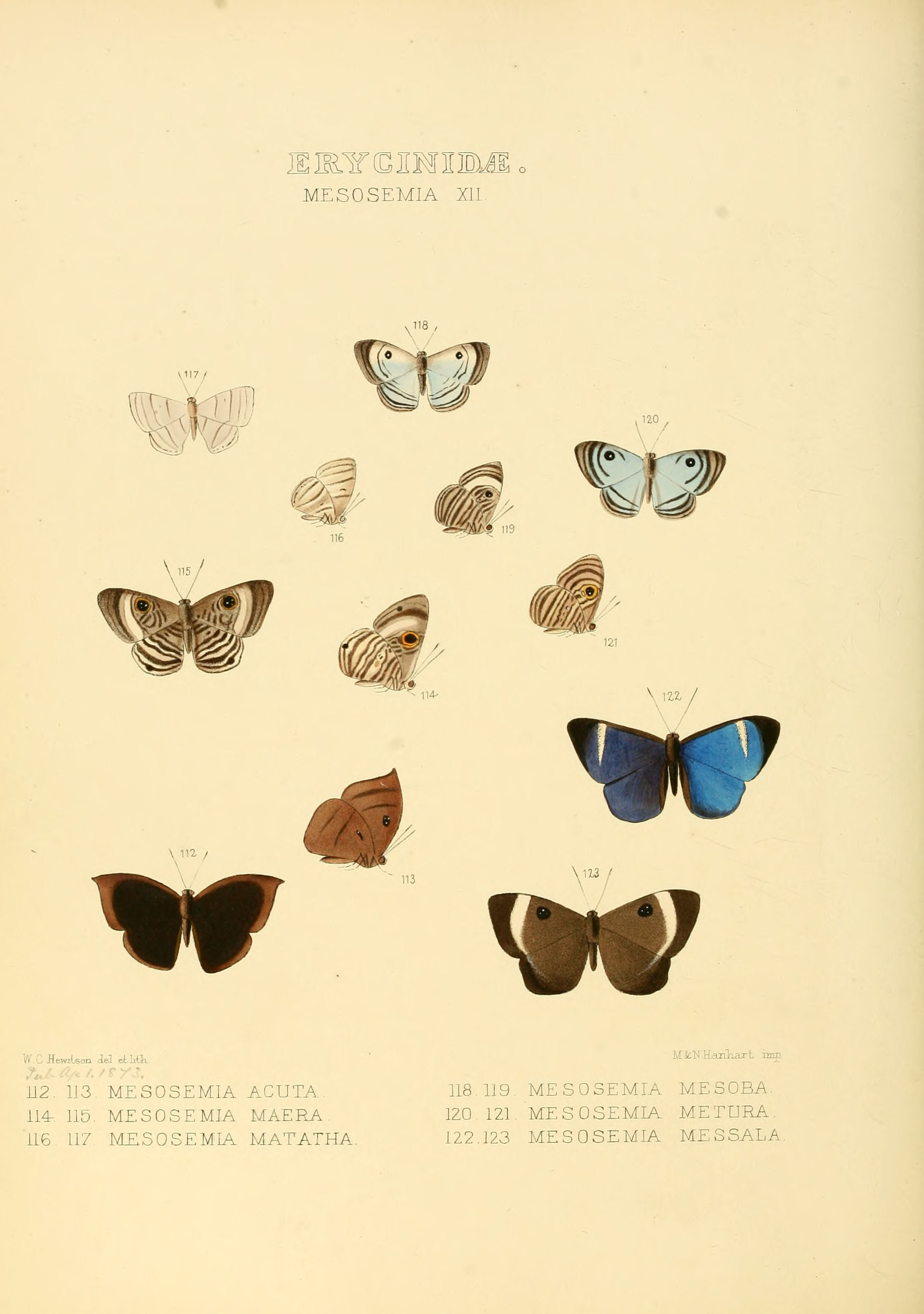